# Seznam italijanskih dirigentov
Seznam italijanskih dirigentov.

## A
- Claudio Abbado (1933-2014)

## B
- Giuseppe Baini (1775-1844)
- Alfredo Barchi
- Jader Bignamini (1976)
- Giovanni Bottesini (1821-1889)
- Ferruccio Busoni (1866-1924)

## C
- Oleg Caetani (1956)
- Alfredo Casella (1883–1947)
- Lorenzo Castriota Skanderbeg (1964)
- Eugenio Cavallini (1806-1881)
- Catterino Cavos (1775-1840)
- Aldo Ceccato (1934)
- Riccardo Chailly (1953)
- Gaetano Cilla (1906-1970) (italijansko-srbski)
- Giampaolo Coral (1944-2011)
- Igor Coretti Kuret (1958)

## E
- Alberto Erede (1909-2001)

## F
- Franco Faccio (1840-1891)
- Franco Ferrara (1911-1985)
- Gabriele Ferro (1937)

## G
- Gianandrea Gavazzeni (1909-1996)
- Roberto Gianola (1974)
- Carlo Maria Giulini (1914-2005)
- Piero Guarino (1919-1991)
- Vittorio Gui (1885-1975)
- Marco Guidarini (1960)

## J
- Antonio Janigro (1918-1989)

## L
- Fabio Luisi (1959)
- Lelio Luttazzi (1923-2010)

## M
- Leone Magiera (1934)
- Enrico Mainardi (1897-1976)
- Antonello Manacorda (1970)
- Annunzio Paolo Mantovani (1905-1980)
- Gianluca Marcianò
- Andrea Marcon (1963)
- Francesco Molinari Pradelli (1911-1996)
- Ennio Morricone (1928-2020)
- Riccardo Muti (1941)

## O
- Paolo Olmi (1954)

## P
- Niccolò Paganini (1782-1840)
- Antonio Pappano (1959)
- Giuseppe Patanè (1932-1989)
- Goffredo Petrassi (1904-2003)
- Marco Pierobon
- Franco Piersanti (1950)
- Emilio Pomárico (1954)
- Fernando Previtali (1907-1985)

## R
- Bruno Rigacci (1921-2019)
- Sebastiano Rolli (1975)
- Francesco Rosa
- Mario Rossi (1902–1992)

## S
- Victor de Sabata (1892-1967)
- Antonio Salieri (1750-1825)
- Nello Santi (1931-2020)
- Federico Maria Sardelli (1963-)
- Tullio Serafin (1878-1968)
- Dino Siani (1936-2017)
- Giuseppe Sinopoli (1946-2001)
- Gaspare Spontini (1774-1851)

## T
- Arturo Toscanini (1867-1957)
- Armando Trovajoli (1917-2013)

## V
- Nil Venditti
- Antonio Vivaldi (1678-1741)
- Loris Voltolini ?
- Antonino Votto (1896-1985)

## Z
- Gian Luigi Zampieri
- Carlo Zecchi (1903-1984)